# إتش تي سي ديزاير 200
هاتف HTC Desire 600 بنظام أندرويد هاتف ذكي مصنع من شركة إتش تي سي

## روابط خارجية
- مواصفات HTC Desire 200